# جيمس إف. ميلن
جيمس إف. ميلن هو سياسي أمريكي، ولد في 8 يوليو 1950 في بلدة باري في الولايات المتحدة. نشط حزبياً في الحزب الجمهوري. وقد انتخب Secretary of State of Vermont ‏.